# قبور و تدفین مردگان در عصر آهن

## معماری و ساختار قبور
باستان‌شناس‌ها معتقدند که در عصر آهن تغییرات عمده‌ای در شیوهٔ تدفین به وجود آمده و برخلاف سابق که مردگان در درون منازل دفن می‌شوند، در این عصر به محوطه‌هایی به نام قبرستان منتقل شده‌اند. تغییر وضعیت در تدفین با ورود اقوام مهاجر و نفوذ فرهنگ مهاجمین در فرهنگ اقوام بومی تأثیر عمیقی داشته‌است. نحوه تدفین مردگان در اکثر نقاط فلات ایران به سه نوع است:
- قبور حفره ای
- قبور خمره ای
- قبور حفره‌ای با پوشش سنگی

## قبور حفره‌ای ساده
این نوع قبور به طرز خیلی ساده در داخل خاک کنده شده، دفن شده که دارای هیچگونه بافت معماری خاصی نیستند و فقط با خاکبرداری از زمین به شکل قبر درآمده‌اند. در این نوع قبور نخست حفره‌ای را که کمی یش از طول و عرض بدن انسان بوده می‌کندند و مرده را داخل حفرهٔ کنده شده قرار می‌دادند و روی آن را با تیرهای چوبی، شاخ و برگ درختان پوشانیده و سپس روی آن را خاک می‌ریختند. معمولاً خاک دستی (خاک نوبت دوم) را خاک رس بسیار نرم که با خاک زمین‌های اطراف قبر تفاوتی اساسی دارد، تشکیل می‌دهد. دربارهٔ جنسیت افراد به خاک سپرده شده در این قبور می‌توان اظهار داشت که در این قبور جنسیت‌های مختلف اعم از زن، مرد و کودک دفن شده‌اند. مردگان را در این قبور گاهی به پهلوی راست و گاهی به پهلوی چپ و گاهی به صورت چمباتمه خوابانیده‌اند. در تپه حصار III مردگان را در یک یا چند لباس پیچانیده‌اند که این از بقایای پارچه‌ها در قبرستان این تپه مشهود است.
وجود قبرهای زیاد در تپه شمالی حصار نشان می‌دهد که بیشتر مردم برای دفن اجساد، مرده‌ها را در محلی خاص دفن می‌کردند.

## قبور خمره‌ای
در این نوع قبور، مردگان را در خمره‌هایی قرار می‌دادند. بیشتر محققین معتقدند که نوع تدفین ارتباط نزدیکی با وضعیت جنین در داخل رحم مادر دارد؛ یعنی همان‌طور که انسان در رحم مادر قرار گرفته، پس از مرگ نیز به همان حالت به خاک سپرده می‌شود. این نوع تدفین گویای فلسفه ی مرگ و زندگی است؛ تولدی نو، بدین معنی که همین جسم با این اعتقاد زندگی جدید را شروع کرده‌است و حیات دوباره در جهان دیگر خواهد داشت. به همین منظور ابزارکاری که او به‌طور کلی که به هنگام حیات با آن‌ها سروکار داشته، با او در درون قبر نهاده شده‌است.

## قبور حفره‌ای با پوشش سنگی
این قبور همانند قبور حفره‌ای ساده با خاکبرداری از زمین شکل گرفته و دارای بافت معماری خاصی نیستند و اندازهٔ آن‌ها هم به قامت انسان که دفن می‌شود، بستگی دارد. در اطراف این قبور و روی آن‌ها تخته سنگ‌هایی قرار می‌دادند و مرده را به صورت چمباتمه و از پهلو به طرف جهات اصلی می‌خوابانیده‌اند. آنان با این کار می‌خواستند آرامگاهی نظیر خانه‌های جهان زندگان به مردگان بدهند. گاهی هم دیواره‌ها و با کف قبر را سنگ‌فرش می‌کردند که نشانهٔ فرد از مقام در اجتماع (در زمان حیاتش) بوده‌است. گاهی هم از این قبور به عنوان قبرهای خانوادگی استفاده می‌کردند به این ترتیب که گاهی مرده اول را با لایه‌ای از خاک می پوشانیدند و مرده دوم را قرار می‌دادند و گاهی هم وسایل درون گور و استخوان‌های مرده اول در گوشه‌ای از قبر جمع کرده و مرده دوم را قرار می‌دادند.

## عقاید و آئین تدفین
ساکنان فلات ایران در دوران بسیار کهن عقیده داشتند که انسان پس از مرگ در دنیای دیگر به زندگی خود ادامه می‌دهد. از این رو مقداری غذا در ظرف‌های سفالین بالای سر و پای مردگان با ابزار و اثاثیه و اسلحه و سایر لوازمی که وی در طول زندگی به آن‌ها نیاز دارد، را همراه او دفن می‌کردند. البته این عمل در اقوام مختلف دارای شدت و ضعف بوده‌است. جالب توجه است گور دختری در تپه حصار که در این قبر علاوه بر انواع جواهرات و اسباب بازی زمان کودکی، مقداری ظرف و اثاثیه که در زمان بزرگی دختر و شوهر داریش لازم می‌شده، با او دفن کرده‌اند. از این موضوع می‌توان نتیجه گرفت که در آن زمان مردم معتقد بودند که دختر پس از مرگ، در عالم دیگر به حد بلوغ می‌رسد و احتیاج به وسایل دیگری غیر از اسباب‌های زمان کودکی دارد.

## تدفین مردگان در طبقه اول تپه حصار
تقریباً در تمام قبرها پاهای مردگان خم و یکی از دست‌ها به طرف دهان آورده شده، از این رو معلوم می‌شود عقیدهٔ این مردم چنین بوده که انسان پس از مرگ از بین نرفته و همچنین قرار دادن ظروف، اغذیه و جواهرات اشاره‌ای به زندگی ماوراء زمینی باشد.
در طبقه اول تپه حصار، مردگان را به سمت مشرق، جایی که خورشید طلوع می‌کند، دفن می‌کردند. این نشانگر این است که خورشید و آفتاب مورد توجه آنان بوده است. اما صورت مردگان به یک طرف نبوده، به نظر می‌آید که در هر زمانی از روز که می‌خواستند مرده را دفن کنند، بدنش را به سمت مشرق و صورتش را به سمت جایی که آفتاب در آن لحظه آنجا بوده‌است، قرار می‌دادند.
به‌طور کلی مردگان را به سه شکل دفن می‌کردند:
۱. دفن مردگان به پهلوی چپ :
این روش تدفین که تقریباً نیمی از تدفین را در فلات مرکزی به خود اختصاص داده‌است، شامل سه حالت «خم شده»، «جمع شده» و «چمباتمه» است. در حالت «خم شده»، تنها دستان مرده (گاهی یک دست) را به طرف دهان و سر او قرار داده و او را دفن می‌کنند. در نوع دیگر یعنی در حالت «جمع شده»، همچنان که دستان به طرف دهان و سر جمع شده‌اند، زانوهایشان هم کمی خم شده‌اند. اما در حالت «چمباتمه» که به «جمع شده کامل» و «تدفین جنینی» هم معروف است، دست‌ها و پاها کاملاً جمع شده‌اند، درست همانند جنینی در رحم مادر (دربارهٔ علت آن در گذشته بحث شد)، به همین دلیل هم به تدفین جنینی معروف گشته‌است. باید دقت داشت که این نوع تدفین تنها در قبور خمره‌ای رسم نیست و گاهی در قبور حفره‌ای هم دیده شده‌است.
۲. دفن مردگان به پهلوی راست :
این نوع تدفین که خیلی کم در فلات مرکزی ایران رایج بوده‌است، بیشتر در تپه حصار III مشاهده شده‌است. در این نوع تدفین حالت دست‌ها معیار خاصی ندارند، گاهی بروی شکم، نزدیک زانوها و گاهی به سمت کوزه‌ها و ظرف‌های دفن شده همراه گور دیده شده‌است. هنوز اطلاعات دقیقی از علت تمایز این دو نوع تدفین که نوع دوم بیشتر در حصار و در جاهای دیگر کمتر دیده شده، منتشر نشده‌است.
۳. دفن مردگان به حالت طاقباز :
در این نوع تدفین که به ندرت و حتی کمتر از نوع دوم در فلات مرکزی مشاهده شده، تقریباً بر سه نوع است: طاقباز با پاهای جمع شده به حالت چمباتمه، طاقباز با پاهای به حالت نشسته و طاقباز با پاهای روی هم انداخته شده، تنها چند نمونهٔ انگشت شمار از این نوع تدفین گزارش شده که ان هم در تپه حصار دامغان می‌باشد. ما در اینجا به بعضی از خصوصیات اولین قبر اشاره می‌کنیم.
در اولین نمونه مرده به پشت یا طاقباز دفن شده‌است، دست‌ها روی سینه و پاها روی هم افتاده‌است که متعلق به یک مرد بالغ است. در بعضی از این موارد یافت شده هم یکی از دست‌ها زیر چانه قرار داشته‌است .